# Anne Holck
Anne Holck (7. december 1602 på Tryggevælde – 5. juni 1660 på Steensgård) var en dansk adelsdame.
Anne Holck var datter af Ditlev Holck, blev født 1602 på Tryggevælde, hvor hendes fader dengang var lensmand, og opdroges i en stor del af sin barndom hos sin mormoder, fru Birgitte Skave på Eskilstrup. I juli 1621 trolovedes hun med den daværende kammerjunker hos hertug Ulrik, Vincents Steensen til Stensgård på Langeland; brylluppet stod i Køge 2. november 1623. Det historiske moment i hendes liv blev det heltemod, hvormed hun, skønt henved 60 år gammel, i april 1659 ledede forsvaret af Langeland, efter at hun 2 måneder før havde haft den sorg at se sin ægtefælle dø som følge af sår under en kamp, hvorved det var lykkedes at afslå et svensk angreb. Denne gang blev fjenden sejrherre, og Anne Holck skal endog være blevet fængslet. Et sikkert uhjemlet sagn har lagt til, at hun blev bundet med en lænke til hundehuset, men ved et vink til en pige fik svenskerne lokket ned i en vinkælder og nedhugget af gårdens folk og bønder. Hendes portræt gør et sjældent kraftigt og djærvt indtryk. Hun døde på Steensgård 5. juni 1660.